# Miss Nicaragua 2003
Miss Nicaragua 2003, 21e élection de Miss Nicaragua, s'est déroulée le 1er mars 2003 au Théâtre national Rubén Dario de Managua. La gagnante, Claudia Alejandra Salmerón Aviles, succède à Marianela Lacayo Mendoza, Miss Nicaragua 2002.

## Classement final
| Titre                     | Candidates                                                     |
| Miss Nicaragua 2003       | - Tipitapa - Claudia Salmerón                                  |
| Miss Monde Nicaragua 2003 | - Bluefields - Hailey Britton Brooks                           |
| Miss Terre Nicaragua 2003 | - Managua - Marynés Argüello                                   |
| Top 5                     | - Nueva Segovia - Marisela Rodríguez - Estelí - Jamila Abdalah |

## Prix attribués
- Le plus beau visage - Tipitapa - Claudia Salmerón
- Miss Congénialité - Leon - Karen Paola Galo
- Miss Photogénique - Jinotega - Nadia Martinez
- Meilleurs cheveux - Jinotega - Nadia Martinez
- Miss Internet - Managua - Marynés Argüello (Gagnante la plus populaire sur Miss Nicaragua page web ayant récoltée le plus de voix)
- Miss Global Beauties - Nueva Segovia - Marisela Rodríguez (Gagnante la plus populaire sur Global Beauties page web ayant récoltée le plus de voix)

.

## Candidates
| Région        | Nom                   |
| Bluefields    | Hailey Britton Brooks |
| Boaco         | Heidi Robelo          |
| Estelí        | Jamila Abdalah        |
| Granada       | Maritza Silva         |
| Jinotega      | Nadia Martinez        |
| Leon          | Karen Paola Galo      |
| Managua       | Marynés Argüello      |
| Masaya        | Myriam Zuñiga         |
| Nueva Segovia | Marisela Rodríguez    |
| Río San Juan  | Christian Estrada     |
| Rivas         | Arlen Solórzano       |
| Tipitapa      | Claudia Salmerón      |

## Juges
- Ivania Navarro -  Miss Nicaragua 1976 & Miss Teenage Intercontinental 1976
- Piero P. Coen Ubilla - Président exécutif de Coen Group S.A
- Ausberto Narvaez - Conseiller de Institut national du tourisme
- Henrique Fontes - Directeur de Global Beauties page
- Tiffany Roberts - Journaliste
- Edwin Rosario - Styliste
- Julio Castillo - Directeur général de Supermercados Unidos S.A

.

## Musique de fond
- Ouverture –  Raúl Fuentes Cuenca - "Prohibida"
- Concours de maillots de bain - Can 7 - "Cruisin"
- Concours de Robe de soirée – Safri Duo - "Samb-Adagio"

## Invités spéciaux
- Duo Guardabarranaco - "Dame tu Corazon"

.

## Observations